# Notocelia uddmanniana

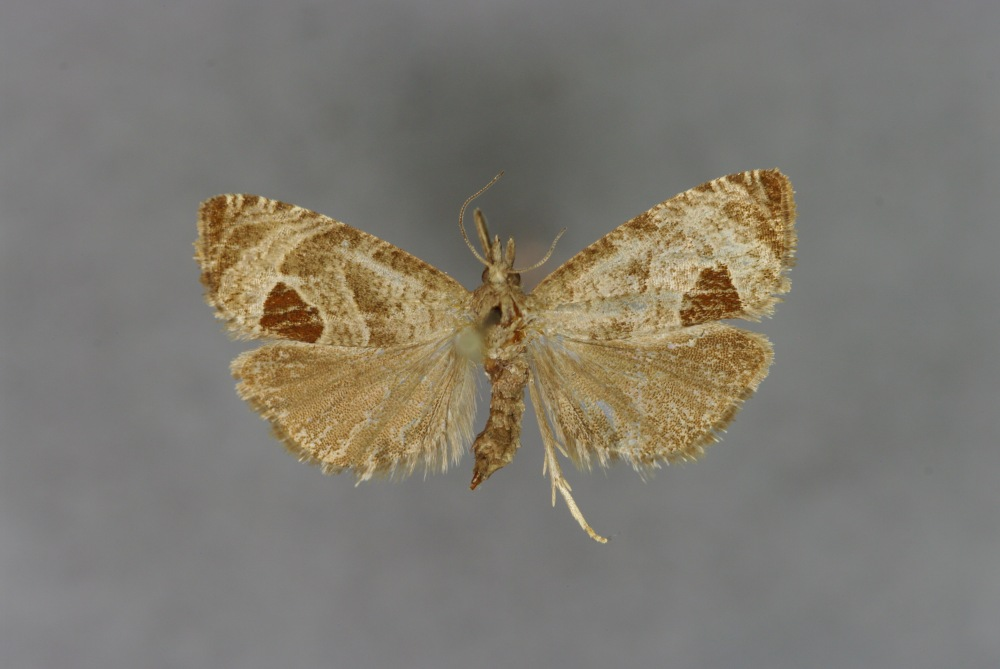
Präparat – gespannter Falter

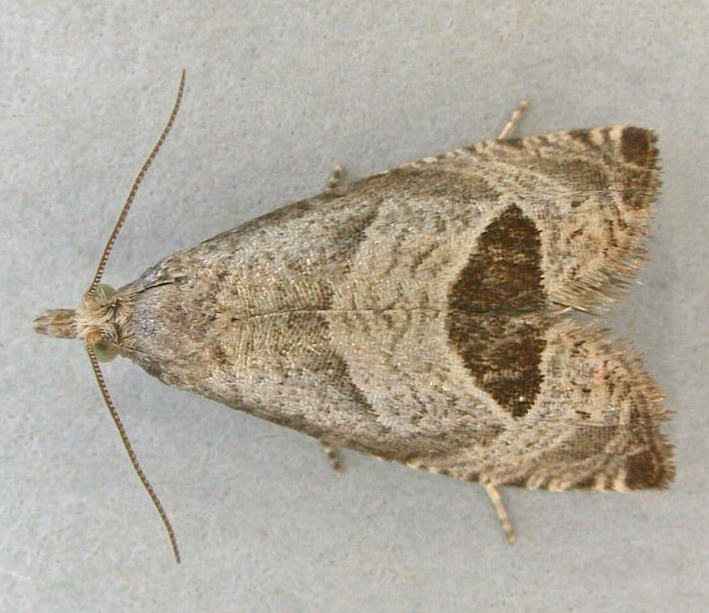
Dorsalansicht

Notocelia uddmanniana ist ein Schmetterling (Nachtfalter) aus der Familie der Wickler (Tortricidae).

## Merkmale
Notocelia uddmanniana besitzt eine Flügelspannweite von 14–21 mm. Die Vorderflügel besitzen eine braun-graue Grundfärbung. Die Schmetterlinge sind leicht an einem schokoladenbraunen Fleck auf ihren Vorderflügeln zu bestimmen. Dieser befindet sich am Flügelinnenrand in der Postdiskalregion.

## Verbreitung
Notocelia uddmanniana ist in der Paläarktis beheimatet. Die Art kommt in weiten Teilen Europas, einschließlich den Britischen Inseln, vor. Im Süden reicht das Verbreitungsgebiet bis nach Nordafrika und Kleinasien.

## Lebensweise
Den typischen Lebensraum von Notocelia uddmanniana bilden Brombeerhecken. Die Art bildet eine Generation pro Jahr. Die Schmetterlinge fliegen zwischen Mitte Mai und Mitte September. Man beobachtet sie insbesondere in den Monaten Juni und Juli. Wirtspflanzen der Raupen bilden Brombeeren und weitere Vertreter der Gattung Rubus. Die Raupen schlüpfen gewöhnlich Ende Juli. Sie fressen während ihren ersten beiden Raupenstadien an Blättern junger Triebe. Ende August, während dem dritten Raupenstadium, bilden sie in den Sträuchern ihrer Wirtspflanzen ein Gespinst, in dem sie überwintern. Im folgenden April werden die Raupen gewöhnlich wieder aktiv. Nach Erreichens ihres letzten Stadiums bilden die Raupen zwischen mehreren Blättern ein Gespinst und verpuppen sich darin.
Die Raupen von Notocelia uddmanniana können durch ihren Blattfraß Schäden an Brombeer- und Himbeerpflanzungen anrichten.

## Taxonomie
Die ursprüngliche Namenskombination der Art war Phalaena uddmanniana Linnaeus, 1758.
In der Literatur findet man folgende Synonyme:
- Epiblema uddmanniana Linnaeus, 1758
- Phalaena rubiana Scopoli, 1763
- Tortrix udmanniana [Denis & Schiffermüller], 1775
- Tortrix achatana Hübner, 1799
- Notocelia orientana Caradja, 1916